# Riobamba
Riobamba è una città dell'Ecuador, capitale della Provincia del Chimborazo e situata 200 km a sud della capitale Quito.

## Geografia fisica

### Territorio
Si trova nel centro del paese sulla Cordigliera delle Ande, a 2754 m s.l.m. di altitudine.
Riobamba si trova all'intersezione di numerose strade panoramiche che attraversano la regione, vi passa la panamericana che da nord discende da un passo elevato 3600 m s.l.m. dal quale si ha un'ottima vista del Chimborazo e del Carihauirazo (5020 m s.l.m.) Anche la strada che giunge da Guaranda è molto suggestiva.
La città attuale nasce dopo che il grave terremoto del 1797 distrusse l'abitato allora situato ad ovest del villaggio di Cajabamba.

### Clima
Data l'altitudine, il clima a Riobamba è relativamente freddo, con 2 stagioni, una umida e una secca.
In alcuni casi, i venti producono una sensazione termica vicina ai 0 °C.
| Clima di Riobamba      |     |     |     |     |     |     |     |     |     |     |     |     |      |
|                        | Gen | Feb | Mar | Apr | Mag | Giu | Lug | Ago | Set | Ott | Nov | Dic | Anno |
| Temperatura media (°C) | 13  | 13  | 13  | 13  | 13  | 12  | 12  | 12  | 12  | 13  | 14  | 13  | 12   |
| Precipitazione (mm)    | 25  | 45  | 52  | 51  | 30  | 38  | 16  | 17  | 29  | 48  | 46  | 28  | 423  |

## Storia
La città fu fondata 15 agosto 1534 nei pressi della laguna di Colta da Diego de Almagro. È considerata la più antica città spagnola nell'odierno Ecuador. Nel 1799 fu spostata nel suo sito attuale, posto a 14 km da quello originario, e ricostruita dopo il terremoto che l'aveva devastata due anni prima. Durante la guerra di indipendenza dell'Ecuador Riobamba proclamò l'indipendenza l'11 novembre 1820, ma poco dopo fu riconquistata dalle truppe realiste.

## Economia
Riobamba è un importante centro agricolo, è infatti circondata da ampie pianure.